# 里肯巴赫 (蘇黎世州)
里肯巴赫（德語：Rickenbach）是瑞士联邦苏黎世州温特图尔区的市镇。该市镇面积为6.03平方千米，海拔高度425米，2018年12月31日人口数为2,704。

## 外部連結
- 里肯巴赫官方网站 （页面存档备份，存于） （德文）